# Мейсе
Мейсе (на нидерландски: Meise) е селище в Централна Белгия, окръг Хале-Вилворде на провинция Фламандски Брабант. Населението му е около 18 500 души (2006).